# The Clans Have United
The Clans Have United es el primer disco de la banda Argentina de Folk metal Skiltron. Fue grabado en los estudios "La Nave de Oseberg", Buenos Aires, Argentina, entre los meses de abril y octubre de 2005. Originalmente las vocalizaciones fueron grabadas por el cantante Javier Yuchechen. En 2010 se lanza una reedición del disco con las voces del actual vocalista, Diego Valdez.

## Información
Grabado en La Nave de Oseberg Studios, Buenos Aires, Argentina en octubre de 2005 y Reeditado con nueva voz en agosto de 2009.
- Productor: Emilio Souto.

- Música y Letras: Emilio Souto.

- Artes de Tapa: Diego Navarro y Martin Pena.

- Arte Interno y Sitio Web: Valgorth (www.hammerblaze.com)

- Mezcla y Masterización: Martin Toledo.

## Músicos participantes

### The Clan
- Emilio Souto: Guitarras.

- Matias Pena: Batería.

- Fernando Marty: Bajo.

- Javier Yuchechen: Voz (2006).

- Diego Valdez: Voz (2010).

### Invitados
- Alejandro Sganga: Fiddle

- Victor Naranjo: Tin y Low Whistes

- Brian Barthe: Gaitas.

- Gabriel Irizarry: Bouzouki en tema 9

- Diego Spinelli: Irish Fllute en tema 5

## Lista de temas
01. Tartan's March.
02. By Sword And Shield.
03. Sixteen Years After.
04. This Crusade.
05. Rising Soul.
06. Pagan Pride.
07. Stirling Bridge.
08. Gathering The Clans. . [Inspirado en la banda sonora de Corazón Valiente - Making plans / Gathering the clans]
09. Coming From The West.
10. Across The Centuries.
Bonus año 2006
11. Spinning Jenny.
Bonus año 2010
11. Gathering The Clans (Versión Acústica).
- Datos: Q7723258